# Consentimiento informado
El consentimiento informado es el procedimiento mediante el cual se garantiza que el sujeto ha expresado voluntariamente su intención de participar en una investigación, después de haber comprendido la información que se le ha dado acerca de los objetivos de la misma, los beneficios, las molestias, los posibles riesgos y las alternativas, sus derechos y responsabilidades.
En algunos casos, tales como el examen físico de un médico, el consentimiento es tácito y sobreentendido. Para procedimientos más invasivos o aquellos asociados a riesgos significativos o que tienen implicados alternativas, el consentimiento informado debe ser presentado por escrito y firmado por el paciente.
Bajo ciertas circunstancias, se presentan excepciones al consentimiento informado. Los casos más frecuentes son las emergencias médicas donde se requiere atención médica inmediata para prevenir daños serios o irreversibles, así como en casos donde por razón de incapacidad de hecho o biológica, el sujeto no es capaz de dar o negar permiso para un examen o tratamiento.
Consentimiento médico informado es el documento mediante el cual se garantiza que el candidato y/o trabajador, es informado y acepta voluntariamente la realización de las evaluaciones médicas ocupacionales después de haber comprendido la información que se le ha dado, acerca de los objetivos del examen, los beneficios, y las directrices a seguir.

## Historia
El consentimiento informado tiene sus raíces legales en 1947 con el Código de Núremberg, a través del cual se juzgó a un grupo de médicos acusados de realizar experimentos caracterizados como crímenes en contra de la humanidad, cometidos contra prisioneros de guerra en campos de concentración nazis durante la Segunda Guerra Mundial, los cuales se realizaban sin información o consentimiento sobre los riesgos a los que se enfrentaban las víctimas.
En 1964 se promulgó en la Asamblea Médica Mundial la Declaración de Helsinki, que ha sido modificada en varias ocasiones, agrupando un conjunto de reglamentos que orientan a los médicos en experimentos con seres humanos, y resalta la importancia del consentimiento voluntario dentro de los protocolos de estudio.
La primera sentencia del consentimiento informado tuvo lugar en las islas británicas en 1767 en el caso Slater vs. Baker & Stapleton (Cfr. Galán Cortés Julio César, Responsabilidad civil médica), pero el documento se perdió.

## Características
El consentimiento informado debe reunir al menos cuatro requisitos que son:
- Capacidad: el individuo debe tener la habilidad de tomar decisiones.
- Voluntariedad: Los sujetos deben decidir libremente someterse a un tratamiento o participar en un estudio sin que haya persuasión, manipulación ni coerción. El carácter voluntario del consentimiento es vulnerado cuando es solicitado por personas en posición de autoridad o no se ofrece un tiempo suficiente al paciente para reflexionar, consultar o decidir.
- Información: Las opciones deben ser comprensibles y deben incluir el objetivo del tratamiento o del estudio, su procedimiento, los beneficios y riesgos potenciales y que siempre existe la opción del paciente de rechazar el tratamiento o estudio una vez iniciado en cualquier momento, sin que ello le pueda perjudicar en otros tratamientos.
- Comprensión: Es la capacidad del paciente de comprender la información relevante.

Estudios a nivel internacional demuestran que hay una fuerte tendencia a considerar el consentimiento informado como una herramienta que protege a los proveedores de salud de problemas legales y reclamos, en vez de un proceso en el que se toman las decisiones en forma conjunta y responsable por parte del paciente y el profesional. Dado el aumento en los últimos años de las demandas contra profesionales sanitarios, éstos se protegen con la práctica de la llamada "medicina defensiva".

## Excepciones al consentimiento informado
Todo paciente tiene el derecho a no ser informado si así lo expresa previamente, es decir, el paciente puede revocar libremente por escrito su consentimiento en cualquier momento. En caso de que el paciente posea un riesgo para la salud pública, se admite la ausencia del consentimiento informado para el internamiento, cuarentena u hospitalización del paciente. En caso de riesgo inmediato grave para la integridad física o psíquica del paciente, el consentimiento puede obviarse. En caso de pacientes menores de edad o de incapacidad del paciente legalmente reconocida, física o mental, se admite que el consentimiento informado sea pedido a su representante legal, que será generalmente el familiar más próximo. En caso de riesgo grave para la salud pública o la vida del paciente el consentimiento del representante legal solo se tendrá en cuenta.

### Capacidad de decisión
El consentimiento informado está basado en el principio de autonomía, es decir, el derecho del paciente a ser reconocido como persona libre y dueña de tomar sus decisiones. El paciente debe estar en condiciones de comunicar su decisión y éste ha sido informado adecuadamente de sus opciones, es decir, no pueden ser decisiones hechas como resultado de delirio o alucinaciones. La decisión del paciente es consistente con sus valores y metas y se mantiene estable en el tiempo si no ha habido modificaciones hechas por el mismo sujeto. Los familiares de un paciente no están en el derecho de requerir al médico del paciente que no se le comunique ciertos detalles o información al mismo.
Los componentes de la capacidad de tomar decisiones incluye la habilidad de comprender las opciones, de entender las consecuencias de escoger una u otra opción y poder evaluar el costo y beneficio personal de cada consecuencia y relacionarla a sus valores y prioridades.
En algunos casos cuando el paciente no es capaz de comprender los componentes y opciones que le son presentadas, sus familiares o representantes designadas por una corte pueden servir para tomar decisiones por el individuo.

### Competencia
La capacidad de tomar decisiones se conoce legalmente como «competencia». El término se usa a menudo de manera amplia en la medicina para indicar si una persona tiene capacidad de decisión. Técnicamente, una persona solo puede ser declarada "incompetente" por un tribunal de justicia.

## Consentimiento en investigaciones
El informe Belmont estadounidense identificó los principios éticos básicos a tener en cuenta durante una investigación biomédica y los catalogó «de beneficio» (beneficencia y no maleficencia), «de respeto por las personas» (autonomía) y «de equidad» (justicia). El principio de beneficencia se refiere a la obligación ética de medir la relación riesgo/beneficio, es decir, lograr los máximos beneficios y de reducir al mínimo el daño y la equivocación. De manera que el diseño de la investigación sea acertado y que los investigadores sean competentes, tanto para realizar la investigación como para salvaguardar el bienestar de las personas que participan en ella.
El proceso de consentimiento informado se consideran uno de los principios de autonomía, que obliga a la selección equitativa de los sujetos de investigación.

## Documentación
Para muchos procedimientos, como exámenes de sangre de rutina, radiografías, y férulas o yesos, el consentimiento suele estar implícito. Para otras pruebas invasivas o para tratamientos con riesgo significativo, se le debe dar un formulario de consentimiento escrito al paciente y una explicación verbal, de preferencia en su idioma nativo. Por lo general, se incluye en el formulario de consentimiento informado una explicación de la condición médica que justifique la prueba, procedimiento o tratamiento, así como una explicación de la finalidad y los beneficios de la prueba propuesta de procedimiento o tratamiento. El profesional de la salud suele verse obligado a dar una explicación o descripción de la prueba procedimiento o tratamiento propuesto, incluyendo las posibles complicaciones o efectos adversos y una descripción de las opciones alternativas, si las hubiere, y sus beneficios y riesgos relativos, así como un análisis de las consecuencias de no aceptar la prueba, procedimiento o tratamiento en cuestión.
El formulario de consentimiento debe estar firmado y fechado tanto por el profesional de la salud como por el paciente o su representante legal. Una copia del formulario de consentimiento firmado siempre está disponible para el paciente y su médico.

## Derecho de rechazo
Salvo para tratamientos autorizados legalmente de manera involuntaria, los pacientes legalmente competentes para tomar decisiones médicas o que sean calificados por los proveedores salud de tener la capacidad de decisión, tienen el derecho legal y moral de rechazar cualquier tratamiento. Esto aplica incluso si el paciente opta por hacer una "mala decisión" que pueda resultar en una discapacidad grave o incluso la muerte.
Con el fin de documentar que se le ha dado al paciente la opción de obtener un tratamiento recomendado, y ha optado por rechazarlo, se le suele pedir que firme un formulario «contra opinión médica», que es la forma de proteger al médico de responsabilidad legal de no proporcionar el procedimiento en cuestión. El rechazar una prueba, tratamiento o procedimiento no significa necesariamente que se niegan todos los cuidados. Se espera que se le ofrezca al paciente las mejores opciones disponibles después de rechazar la ofrecida en inicio.
Si a causa de la intoxicación, lesión, enfermedad, estrés emocional, u otra razón, un proveedor de cuidado de salud decide que un paciente no tiene capacidad de decisión, el paciente puede no ser capaz de rechazar el tratamiento. por lo general, la ley presume que una persona razonable diera consentimiento para tratamientos en la mayoría de las situaciones de emergencia para prevenir la discapacidad permanente o muerte.
En una declaración jurada o documento de voluntades anticipadas se puede dejar en escrito la voluntad de un sujeto antes de que ocurra una emergencia. Estos documentos legales encaminan a los médicos y otros proveedores de atención de salud en cuanto a qué tratamientos específicos el individuo desea o rechaza, en caso de enfermedad o lesión que le impida tener la capacidad de decisión.